# Filippo Eredia
Filippo Eredia (Catania, 6 febbraio 1877 – Roma, 14 febbraio 1948) è stato un geofisico e meteorologo italiano.

## Biografia
Frequentò la Facoltà di Scienze dell'Università di Catania, dove si laureò in fisica nel 1901 con Annibale Riccò; nel frattempo, divenne anche assistente all'Osservatorio Astrofisico di Catania. Dal 1901 al 1904, fu poi assistente all'Istituto di Fisica dell'università etnea.
Studioso di meteorologia, entrò nel 1905 all'Ufficio centrale meteorologico di Roma, dove rimase fino al 1926, raggiungendo la carica di geofisico capo. 
Nel 1913 iniziò ad insegnare meteorologia all'Università di Roma, nonché matematica e fisica nelle scuole pubbliche di Roma, dove ebbe come studenti Enrico Fermi ed Enrico Persico, che tenne in particolare considerazione.
Successivamente si dedicò con profitto alle previsioni del tempo, divenendone uno dei massimi esperti. Nominato direttore del servizio geofisico dell'aeronautica, partecipò alla spedizione polare Amundsen-Ellsworth col dirigibile Norge, e successivamente alle crociere atlantiche del 1931 e 1933. Si occupò anche di meteorologia medica, di termodinamica e anemologia dell'atmosfera, e si impegnò nella stesura di molti trattati e scritti divulgativi, partecipò a conferenze scientifiche e collaborò con molti periodici. Diede il via ai moderni studi meteorologici in Italia.
Dal 1934 al 1937 insegnò meteorologia e oceanografia all'Istituto Superiore Navale di Napoli, all'Accademia aeronautica di Caserta, alla Scuola di applicazioni di Firenze, alla Scuola di guerra aerea di Roma e dal 1938 all'Università di Roma, come ordinario alla Facoltà d'Ingegneria. Fondò la Rivista di Meteorologia Aeronautica, fece parte dei più importanti organismi geofisici e meteorologici internazionali, nonché insegnò pure all'Accademia Aeronautica e alla Scuola di guerra aerea. 
Massone, fu iniziato nella Loggia "Universo" di Roma nel 1912. A nome suo era intitolato l'aeroporto internazionale di Catania, fin quando, nel 2008, la Provincia Regionale di Catania lo intitolò a Vincenzo Bellini.
A suo nome è anche intitolata la Scuola enologica di Catania.

## Alcune opere
- Lezioni di meteorologia, Roma, 1941.
- Nuovi orizzonti della meteorologia, Milano, Bompiani, 1942.
- Il mare: vedute moderne, Milano, Bompiani, 1944.
- Il fuoco e la luce, Milano, Bompiani, 1949.